# Autonoë
Autonoë (altgriechisch Αὐτονόη Autonóē) ist in der griechischen Mythologie eine Tochter des Königs Kadmos von Theben und der Harmonia und Gattin des Aristaios. Damit war sie die Schwester der Semele, der Agaue, der Ino, des Polydoros und des Illyrios.
Zusammen mit ihren Schwestern Ino und Agaue zerrissen sie, von Dionysos verblendet, Pentheus, den Sohn der Agaue, als sie als Mänaden durch das Waldgebirge des Kithairon streiften und Pentheus sie dort zu belauschen versuchte.
Autonoë war die Mutter des Aktaion, der von seinen eigenen Hunden zerrissen wurde, als er die Göttin Artemis mit ihren Nymphen heimlich beim Baden beobachtete.
Außerdem war Autonoë die Mutter der Makris, der Amme des Dionysos.
Die tragischen Schicksale ihrer Familie betrübten sie schließlich so sehr, dass sie Theben verließ und sich in Ereneia im Gebiet der Megarer niederließ, wo man zur Zeit des Pausanias noch ihr Grab zeigen konnte.